# 2004 في بلجيكا
فيما يلي قوائم الأحداث التي وقعت خلال عام 2004 في بلجيكا.

## رياضة
- 1 يناير – طواف فلاندرز 2004
- 29 أغسطس – جائزة بلجيكا الكبرى 2004 الفائز كيمي رايكونن.

## أفلام
من الأفلام التي صدرت هذه السنة في بلجيكا:
- 1 يناير – الطفل النائم من إخراج ياسمين قصري.

## وفيات

### أبريل
- 4 أبريل – بريك سكوت (مواليد 1919) دراج بلجيكي.

### ديسمبر
- 6 ديسمبر – رايموند غويثالس (مواليد 1921) لاعب كرة قدم بلجيكي.[1]